# Bartolomeo di Costantinopoli
Bartolomeo, nato Dimitrios Archontonis in greco Δημήτριος Αρχοντώνης? (Imbro, 29 febbraio 1940), è un arcivescovo ortodosso greco con cittadinanza turca, dal 1991 patriarca ecumenico di Costantinopoli.

## Biografia
Figlio di Christos Archontonis (in greco Χρήστος Αρχοντώνης) e di Merope (Μερόπη), ricevette alla nascita il nome Dimitrios (Δημήτριος). Dopo i primi studi ad Imbro, frequentò il Liceo-ginnasio Zografeio di Istanbul per poi entrare successivamente alla Scuola Teologica di Halki (Isole dei Principi) conseguendo la laurea magna cum laude in teologia.
Il 13 agosto 1961 diventò diacono, poi prestò il servizio militare (1961-63) nell'esercito turco con il grado di sottotenente. Dal 1963 al 1968, grazie a borse di studio del patriarcato ecumenico, poté ottenere diplomi di specializzazione post-universitari presso l'Istituto Orientale dell'Università Gregoriana di Roma, l'Istituto Ecumenico di Bossey (Svizzera) e l'Università di Monaco di Baviera. Conseguì poi un dottorato all'Università Gregoriana di Roma discutendo una tesi sulla codificazione dei canoni e dei decreti canonici nella Chiesa ortodossa. Conosce il greco, il turco, il latino, l'italiano, il francese, l'inglese e il tedesco.

### Carriera ecclesiastica
Ritornato a Istanbul nel 1968, fu nominato vice-rettore della Scuola Teologica di Halki. Il 19 ottobre 1969 venne ordinato presbitero. Dopo altri sei mesi, il patriarca ecumenico Atenagora, gli conferì la carica di archimandrita. Il successore di Atenagora, Demetrio (1972-1991), creò un ufficio patriarcale di cui, il giorno di Natale del 1973, Bartolomeo fu nominato direttore (mantenne questa carica fino al gennaio del 1990).
Dal marzo 1974 al 1991, è stato membro del santo sinodo, e anche di diverse commissioni sinodali. Nel 1990 dopo la morte di Melitone di Calcedonia, Bartolomeo divenne suo successore come metropolita di Calcedonia.

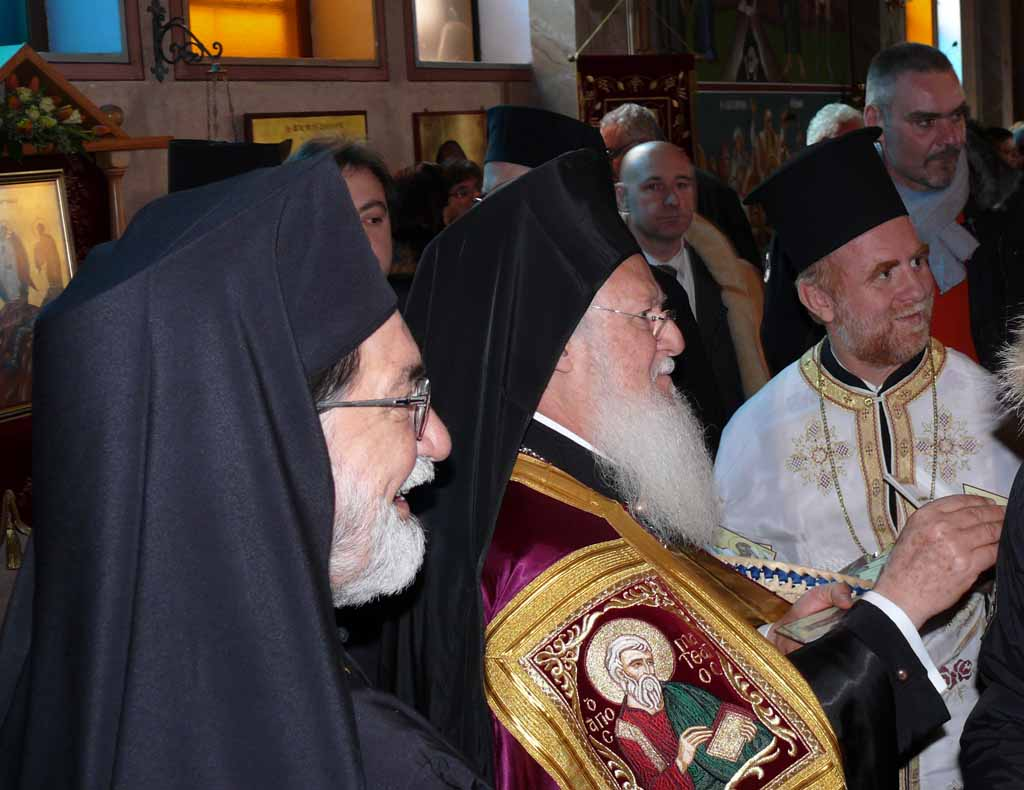
Bartolomeo in visita in Italia con il metropolita Gennadios

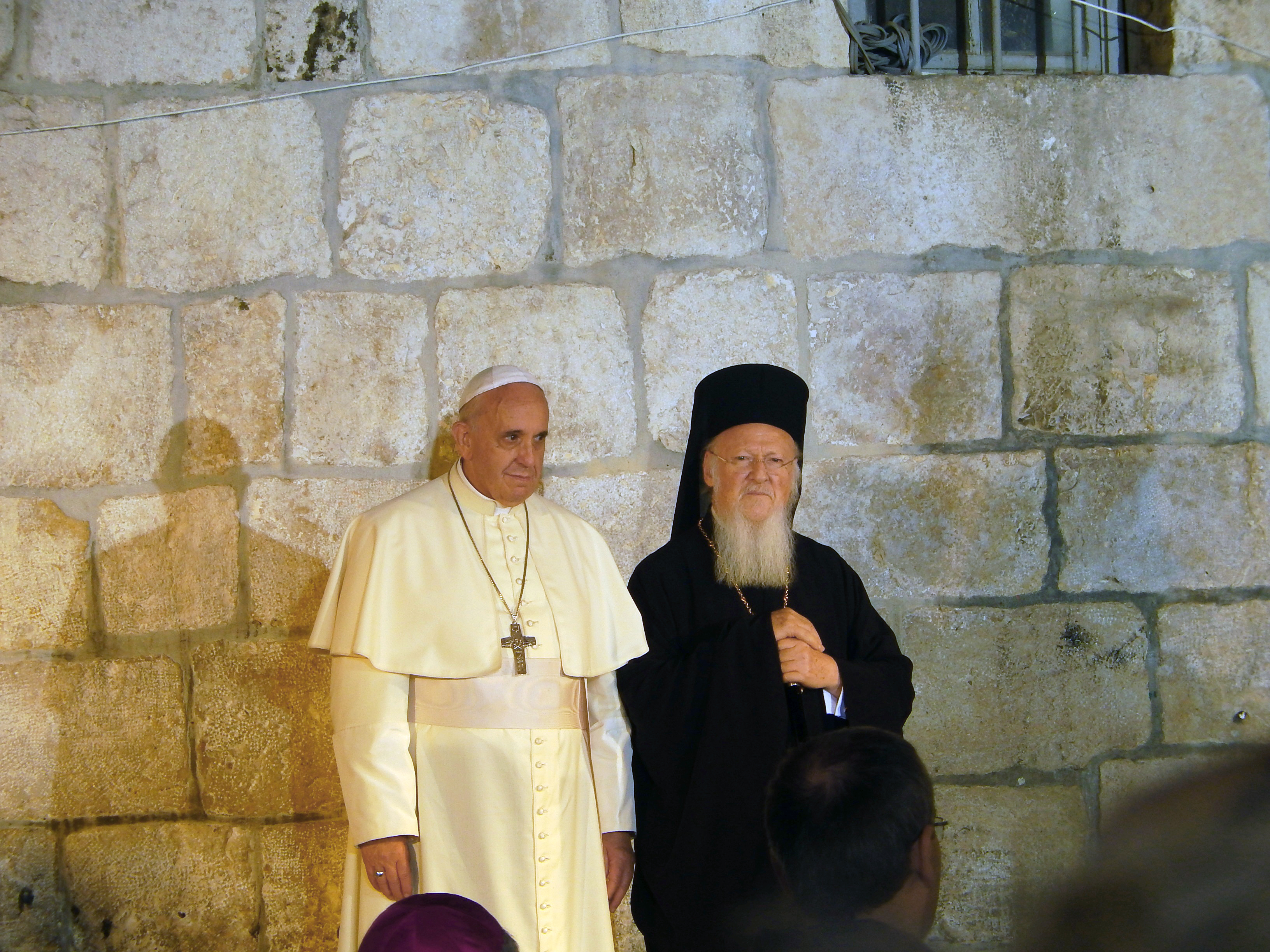
Il patriarca con papa Francesco a Gerusalemme nel 2014

#### Patriarcato
Il 22 ottobre 1991, dopo la morte del patriarca Demetrio, è stato eletto dal santo sinodo arcivescovo di Costantinopoli e patriarca ecumenico, cariche che sono state assunte di fatto il 2 novembre.
Tra i suoi principali obiettivi vi sono stati la ricostruzione delle chiese ortodosse sovietiche (perseguitate fino alla dissoluzione dell'Unione Sovietica) e il rafforzamento dei legami sia tra le varie chiese ortodosse che con le altre fedi, tra cui il cattolicesimo, l'ebraismo e l'islam.
Le buone relazioni con lo stato turco hanno permesso a Bartolomeo di godere di una libertà d'iniziativa negata a diversi suoi predecessori: ha potuto celebrare liturgia in luoghi di memoria cristiani prima vietati al culto, ha potuto restaurare 150 chiese ed edifici in rovina appartenenti al patriarcato ed è riuscito a far ottenere la cittadinanza turca a membri del sinodo patriarcale provenienti da stati esteri.

Bartolomeo è riuscito ad organizzare per la prima volta nella storia un concilio delle Chiese ortodosse. Dapprima ha costituito un'assemblea dei primati delle Chiese ortodosse (sinassi), conferendole l'autorità di convocare il concilio, poi ha fatto in modo che, nel rispetto delle autocefalie legittime, fosse presente la maggior parte dei patriarchi ortodossi. Bartolomeo non ha potuto evitare che, a Concilio già convocato, il patriarca di Mosca, cui appartiene la metà degli ortodossi nel mondo, annunciasse la sua defezione. Tra le assenze più importanti in questo concilio si ricordano anche quelle dei patriarchi di Antiochia, Bulgaria e Georgia. Il Santo e Grande Concilio della Chiesa ortodossa, tenutosi sull'isola di Creta dal 20 al 25 giugno 2016 ha visto la partecipazione di dieci patriarchi ortodossi. I padri conciliari hanno pubblicato un Messaggio ai fedeli ortodossi e a ogni uomo di buona volontà, che sintetizza in 12 punti i temi essenziali della discussione conciliare, e un'Enciclica. È stato il primo Concilio pan-ortodosso dopo lo scisma del 1054 con la Chiesa di Roma. I rapporti con la Chiesa russa si sono ulteriormente interrotti dopo la decisione del patriarca ecumenico di riconoscere l'autocefalia della Chiesa ortodossa ucraina, contestata dal patriarcato moscovita, anche se Bartolomeo abbia negato che si sia verificato uno scisma.

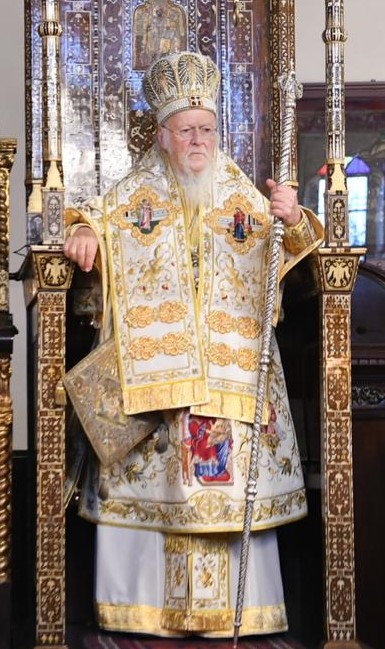
Bartolomeo I di Costantinopoli in abito liturgico

Il 16 aprile 2016 ha visitato, insieme a papa Francesco e all'arcivescovo di Atene Geronimo II, il campo di Mòrias sull'isola di Lesbo, per sensibilizzare l'opinione pubblica sul problema dei profughi. Ha consacrato il 1º settembre a giornata di preghiera per il creato. Proprio a motivo del suo impegno per la custodia del creato, la Pontificia Università Antonianum gli ha conferito il dottorato honoris causa nel 2020.
Il 5 e 6 maggio 2023 ha visitato l'arcidiocesi di Salerno-Campagna-Acerno in Italia, per celebrare, con l'arcivescovo Andrea Bellandi, l'anniversario della traslazione delle reliquie dell'apostolo ed evangelista San Matteo a Salerno, avvenuta il 6 maggio 954. Nel corso della solenne celebrazione del 6 maggio in cattedrale, ha ricevuto in dono una reliquia di San Matteo dall'arcivescovo Bellandi.
Per il 2025 ha programmato un incontro interconfessionale a Nicea per il 1700° anniversario dell'eponimo concilio ecumenico, al quale avrebbe partecipato tra gli altri papa Francesco. In seguito alla morte di quest'ultimo nell'aprile 2025, Bartolomeo ha partecipato ai funerali del vescovo di Roma e alla messa di insediamento di papa Leone XIV, ribadendo durante un loro incontro privato il comune impegno ecumenico e il proposito di incontrarsi a Nicea.

## Controversie
Nel 1994 la Chiesa ortodossa greca dichiarò il criminale di guerra Radovan Karadžić come "uno dei più prominenti figli del nostro Signore Gesù Cristo che lavorano per la pace", lo decorò come cavaliere di primo rango del secolare Ordine di San Dionisio di Zante e Bartolomeo annunciò che "la popolazione serba è stata scelta da Dio per proteggere le frontiere occidentali dell'ortodossia".